# Bastien Toma
Bastien Toma (* 24. Juni 1999 in Sitten) ist ein Schweizer Fussballspieler, der beim FC St. Gallen unter Vertrag steht. Der mehrfache Juniorennationalspieler der Schweiz ist auch kosovarischer Staatsbürger.

## Karriere

### Verein
Der Sohn kosovarischer Eltern begann im Alter von neun Jahren beim lokalen Verein FC Sion mit dem Fussballspielen. Beim Klub aus dem Wallis durchlief er sämtliche Jugendmannschaften und unterzeichnete im Jahr 2015 seinen ersten professionellen Vertrag. Sein Debüt für die erste Mannschaft bestritt er bei der 0:3-Auswärtsniederlage in der 3. Qualifikationsrunde zur UEFA Europa League 2017/18 gegen den litauischen Verein Sūduva Marijampolė. Am 4. November 2017 bestritt er sein Ligadebüt beim 1:1-Unentschieden gegen den FC Zürich. Bereits kurz nach seinem ersten Ligaeinsatz entwickelte sich Toma zum Stammspieler im Mittelfeld. Sein erstes Tor gelang ihm am 29. April 2018 beim 3:3-Unentschieden gegen den FC Zürich. In der Saison 2017/18 kam er auf 21 Einsätze, in denen er ein Tor und zwei Vorlagen sammeln konnte.
Beim 3:1-Auswärtssieg gegen den FC Luzern am 30. September 2018 (9. Spieltag) erzielte Toma sein erstes Saisontor und bereitete die beiden anderen Treffer vor. In 32 Ligaspielen der Spielzeit 2018/19 erzielte er drei Tore und bereitete sieben weitere vor. In der Saison 2019/20 bestritt er 27 von 36 möglichen Ligaspielen für Sion sowie fünf Pokalspiele.
Mitte September 2020 wechselt Toma zum belgischen Erstdivisionär KRC Genk und unterschrieb dort einen Vertrag bis zum Ende der Saison 2023/24. Sein Debüt gab er am 20. September 2020 (6. Spieltag) beim 3:1-Heimsieg gegen den KV Mechelen. In seiner ersten Saison bestritt Toma 19 von 36 möglichen Ligaspielen für Genk, in denen er zwei Tore schoss, sowie zwei Pokalspiele. Im gewonnenen Pokalfinale wurde er allerdings nicht eingesetzt.
In der nächsten Saison stand er bei 5 von 23 Ligaspielen auf dem Platz sowie zwei Pokalspielen, in denen er ein Tor schoss, in zwei Spielen in der Europa League und im verlorenen Superpokal-Spiel. Ende Januar 2022 wurde für den Rest der Saison eine Ausleihe zum schweizerischen Verein FC St. Gallen vereinbart. Toma bestritt für St. Gallen 16 von 18 möglichen Ligaspielen, in denen er ein Tor schoss, sowie drei Pokalspiele. Die Ausleihe wurde nicht verlängert, so dass Toma in der Saison 2022/23 zunächst wieder zum Kader des KRC Genk gehörte.
Ohne dass er ein Spiel für Genk in der neuen Saison bestritten hatte, wurde er Ende August für den Rest der Saison an den portugiesischen Erstligisten FC Paços de Ferreira mit anschließender Kaufoption ausgeliehen. Ende Januar 2023 berief ihn der Verein wieder zurück nach Genk, um die zweite Mannschaft in der Division 1B für die anstehende Abstiegs-Play-Down-Runde zu verstärken.
Im September 2023 verließ Toma Genk und kehrte in die Schweiz zurück, wo er sich erneut dem FC St. Gallen anschloss. Bei den Ostschweizern erhielt er einen Zweijahresvertrag bis 2025.

### Nationalmannschaft
Toma durchlief bisher diverse Juniorenauswahlmannschaften der Schweiz. Sein Debüt für die U21 bestritt er am 25. April 2018, als er beim 2:1-Testspielsieg gegen Frankreich in der Schlussphase eingewechselt wurde. Beim 4:1-Testspielsieg gegen Kroatien erzielte er sein erstes Tor für die U-21-Nationalmannschaft.

## Erfolge
- Belgischer Pokalsieger: 2020/21